# Hemiceratoides hieroglyphica
Hemiceratoides hieroglyphica là một loài bướm đêm trong họ Noctuidae.